# Fabio Calzavara
|  | Dieser Artikel wurde auf den Seiten der Qualitätssicherung des Projektes Politiker eingetragen. Hilf mit, ihn zu verbessern, und beteilige dich an der Diskussion! |

Fabio Calzavara (* 21. September 1950 in Istrana; † 28. Mai 2019 in Moskau) war ein italienischer Unternehmer und Politiker.

## Leben und Karriere
Er war Mitgründer der Liga Veneta (1980) föderalistische politische Bewegung mit Sitz in Padova (Padua); Mitglied des Direktorium der Europäische Föderalistische Union von Zürich von 1982 bis 1986; Nationalratsabgeordneter von Veneto des Verein der Freien Autonomisten Unternehmern (Associazione Liberi Imprenditori Autonomisti) (ALIA) 1993–1994 und danach der LIFE Liberi Imprenditori Federalisti Europei (Freie Föderalisten Europäischen Unternehmern).
Parlamentsmitglied der XIII. Legislatur (1996–2001), Fraktionsvorsitzender der III. Kommission des Außenministeriums; Mitglied der ersten Großen Interparlamentärenkommission Russland-Italien (1997–2001); Mitgründer der „Fondazione per il supporto alla Piccola e Media Impresa“ (Stiftung zur Unterstützung des Kleinen und Mittleren Unternehmen) mit Sitz in Moskau (1998); unabhängiger Berater akkreditiert am Europäischen Parlament und an der Europäischen Kommission (Bruxelles 2003–2004);
Im lokalen Bereich wurde er als öffentlicher Verwalter in den nachfolgenden öffentlichen Einrichtungen gewählt: Provinzrat von Treviso (1985–1990); Gemeinderat von Montebelluna (1987–1991) Gemeinderat von Mel-Belluno (1994–1998)
Im Dezember 2000 hat er trotz des Embargo gegen den Irak am ersten humanitären Flug Paris-Bagdad teilgenommen, organisiert von Abbé Pierre und Vater Jean-Marie-Benjamin, mit 118 anderen Persönlichkeiten der Politik (Parlamentäre, Parlamentsabgeordnete, Senatoren, Botschafter), der Kultur, der Religionen, internationaler Organisationen, ONG, Künstler und Journalisten aus Frankreich, Italien, Schweiz, Niederlande und England.
Seit 2005 lebte und arbeitete er als Handelsberater in Moskau, wo er im Mai 2019 starb.
| Personendaten    | Personendaten                                                |
| ---------------- | ------------------------------------------------------------ |
| NAME             | Calzavara, Fabio                                             |
| KURZBESCHREIBUNG | italienischer Unternehmer und Politiker, Mitglied der Camera |
| GEBURTSDATUM     | 21. September 1950                                           |
| GEBURTSORT       | Istrana                                                      |
| STERBEDATUM      | 28. Mai 2019                                                 |
| STERBEORT        | Moskau                                                       |